# 2666 Gramme
A 2666 Gramme (ideiglenes jelöléssel 1951 TA) a Naprendszer kisbolygóövében található aszteroida. Sylvain Julien Victor Arend fedezte fel 1951. október 8-án.